# Port lotniczy Mataveri
Mataveri International Airport lub Isla de Pascua Airport (IATA: IPC, ICAO: SCIP) znajduje się na Wyspie Wielkanocnej i jest jednym z najbardziej odległych portów lotniczych obsługiwanych tylko przez linię lotniczą LATAM Airlines (wcześniej LanChile oraz LAN Airlines S.A.). W 2004 obsłużył 68 689 pasażerów oraz 812 lotów. Pas startowy został w latach 80. XX wieku wydłużony na podstawie umowy między prezydentem Chile Augusto Pinochetem i prezydentem USA Ronaldem Reganem. Obecnie ma 3318 metrów długości i był zapasowym lądowiskiem dla promów kosmicznych.

## Linie lotnicze i kierunki lotów
| Linia lotnicza | Kierunek             |
| -------------- | -------------------- |
| LATAM Chile    | 1. Santiago de Chile |

## Zdjęcia

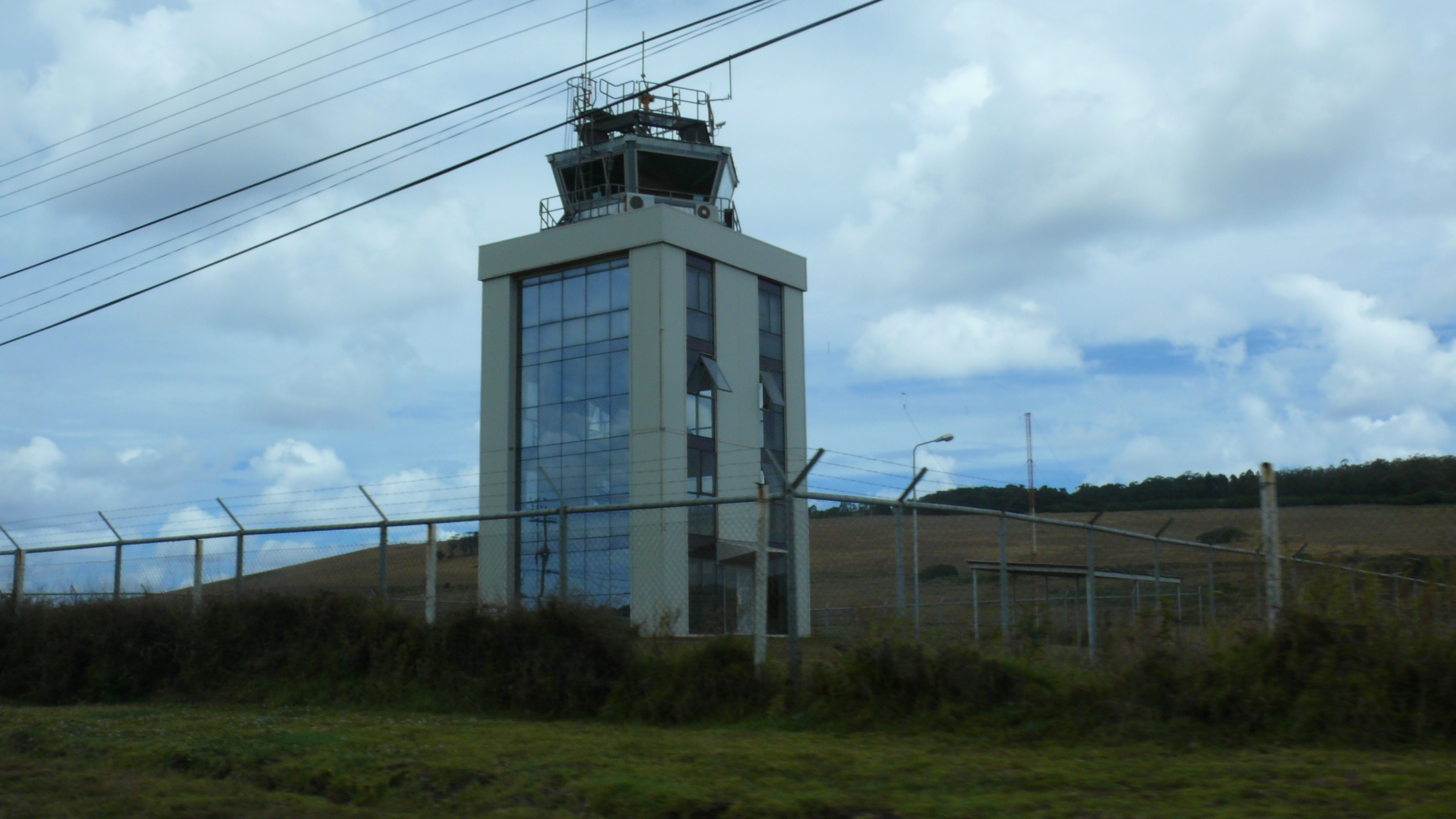
Wieża kontrola przeznaczona dla obsługi promów kosmicznych
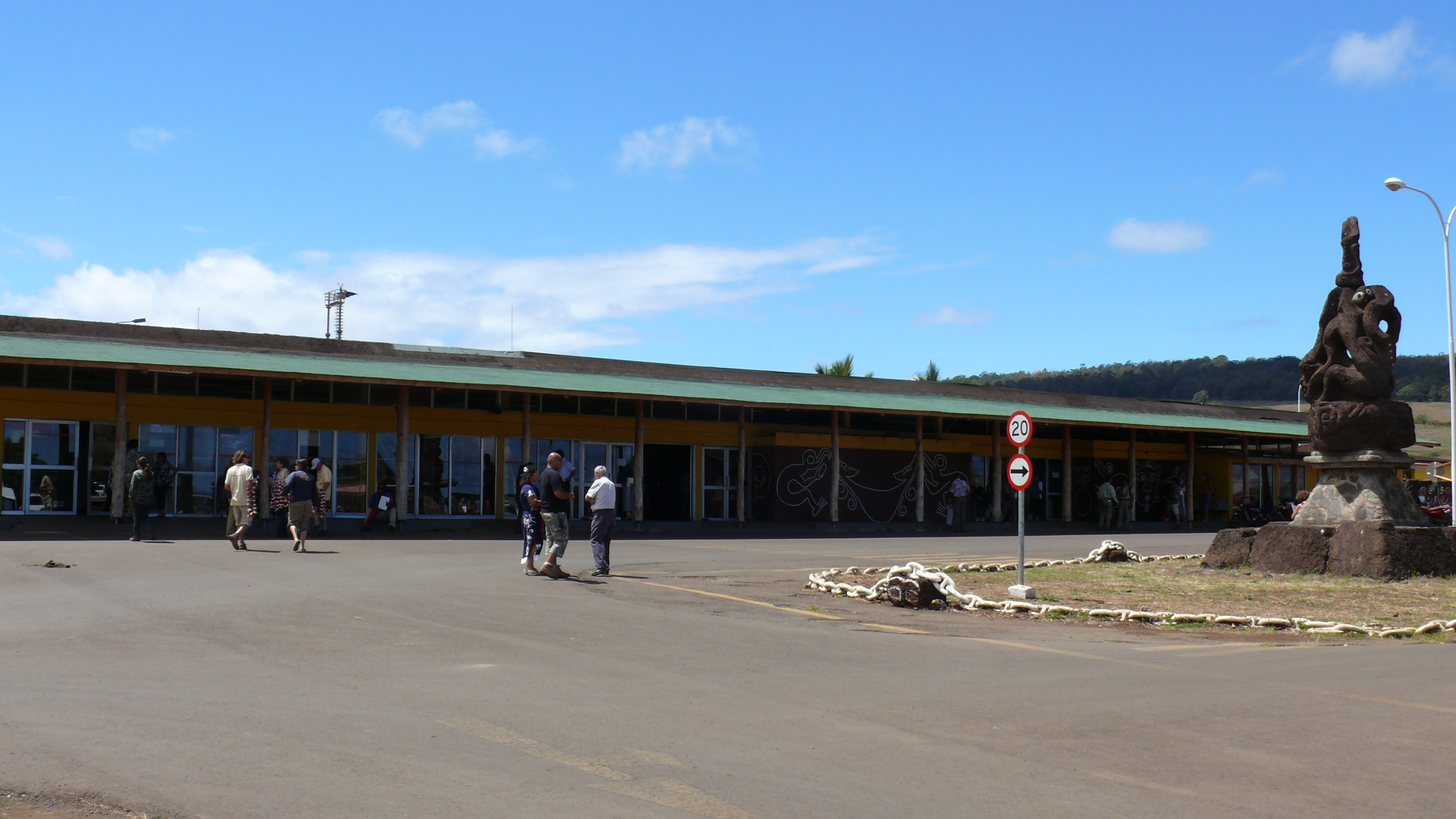
Pawilon terminalu pasażerskiego